# Stuart Hameroff
Stuart Hameroff, född 16 juli 1947, är en amerikansk medvetandeforskare och professor vid University of Arizona. Hameroff menar liksom Roger Penrose att medvetandet bör betraktas ur ett kvantmekaniskt perspektiv och att dess existens också beror på kvantmekaniken. Sedan 1994 har Hameroff försökt sprida sin medvetandeteori, kallad Orch-OR-modellen av medvetandet, via sin hemsida och föredrag. 

## Kritik
Teorin har mött kritik, bland annat av Max Tegmark. En kritik som Hameroff, Scott Hagan och Jack Tuszynski besvarat